# ベネロング・ポイント
座標: 南緯33度51分28秒 東経151度12分56秒 / 南緯33.85778度 東経151.21556度

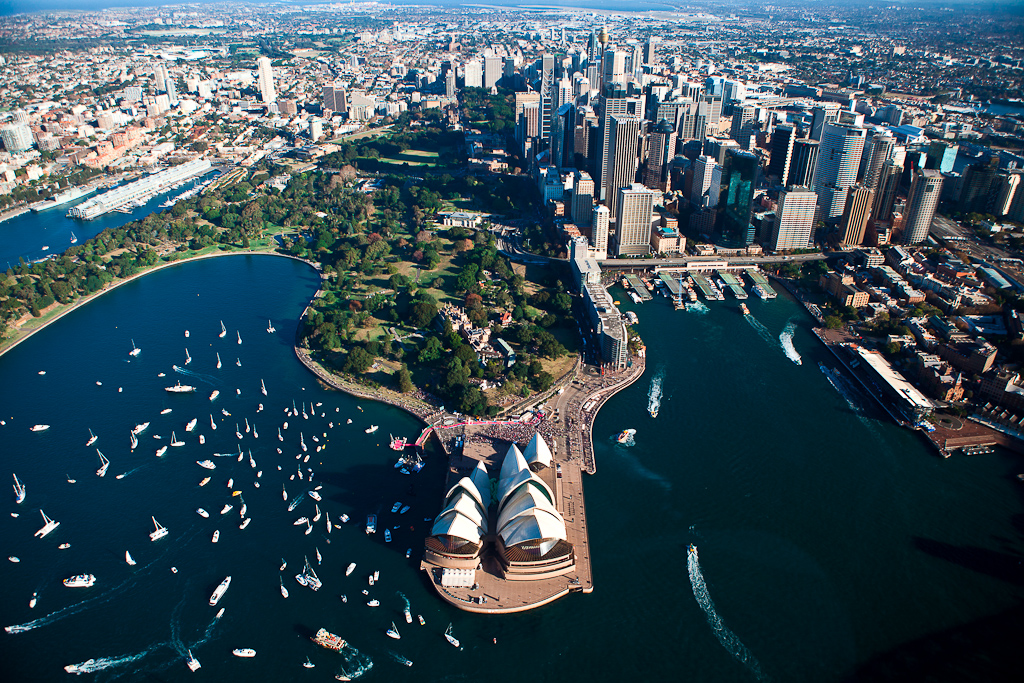
シドニー・オペラハウスのあるベネロング・ポイントの風景

ベネロング・ポイント（Bennelong Point）は、オーストラリア、シドニーのオペラハウスが位置する土地の名称。先住民のエオラ人はTubowghuleと呼んだ。

## 歴史
ベネロング・ポイントは、かつては陸繋島のひとつだった。現在は、シドニーと陸続きであるが、島の大部分は岩石で構成されており、西側には小さい砂浜が広がっていた。
1788年に、アーサー・フィリップが、シドニーに上陸した際には、数千年物の間、アボリジニが打ち捨ててきた牡蠣の貝殻が広がっていた。のちに、この貝殻は、モルタルを作るためにヨーロッパから移住してきた囚人の女性が貝殻を収集し、焼いていった。そういったことから、この岬は、「Limeburners' Point」と呼ばれるようになった。もっとも、ここで収集された貝殻の量は、2階建ての総督官邸を作る程度の量であった。
1790年代の前半、誘拐されたアボリジニのベネロングがニューサウスウェールズ植民地とアボリジニの間の仲介者となり、彼の住居がフィリップ総督の手によって、建設されたことから、この場所は、ベネロング・ポイントと呼ばれるようになった。
1817年から1821年にかけて、ラックラン・マッコーリーの指揮により、マッコーリー砦建設が建設された。一方で、島の多くの石材が道路建設のために、この時期に切り出された。
1901年には、砦を解体しフォート・マッコーリー・トラム車庫が建設された。
1959年3月から1973年にかけて、シドニー・オペラハウスが建設された。

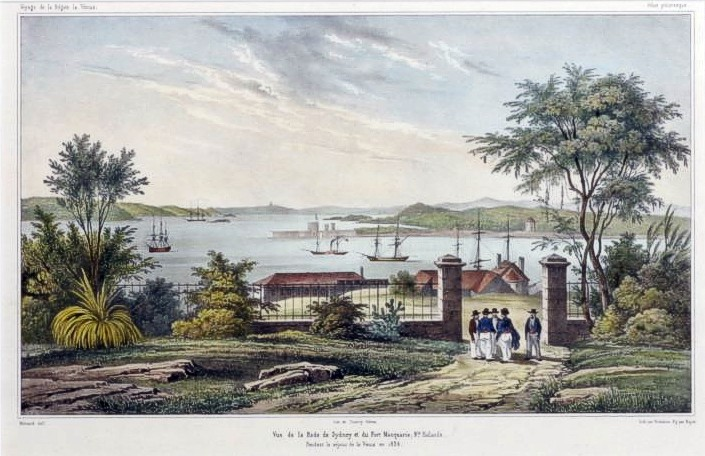
1841年の風景
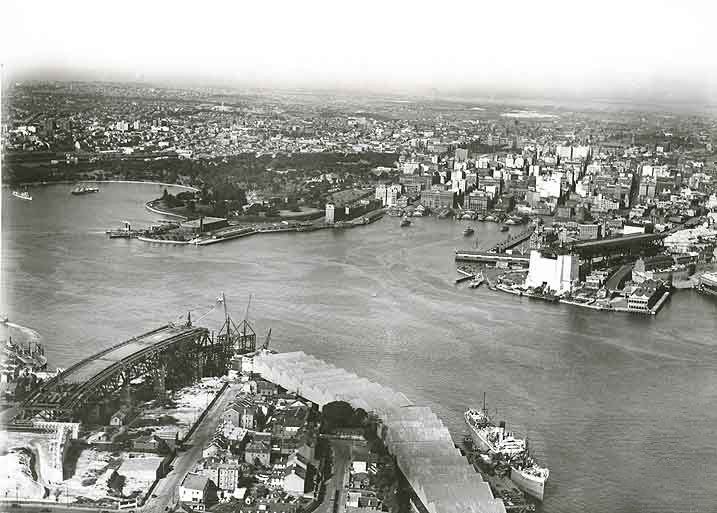
1920年代の風景
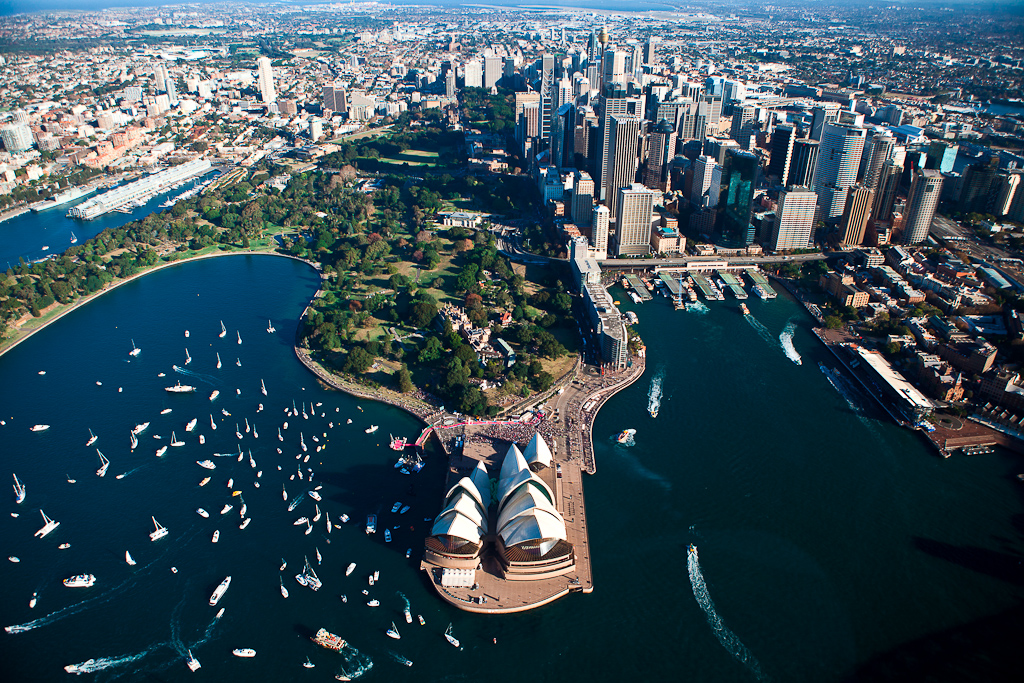
2010年の風景